# بالتهاسار وان در پل
 بالتهاسار وان در پل (هلندی: Balthasar van der Pol؛ زاده ۲۷ ژانویهٔ ۱۸۸۹ - درگذشته ۶ اکتبر ۱۹۵۹) یک فیزیک‌دان اهل هلند بود.

## جوایز
وی برنده جوایزی همچون مدال افتخار آی‌تریپل‌ئی شده است.